# Le Sacre du printemps
Pour l’article homonyme, voir Le Sacre du printemps (court métrage).
Le Sacre du printemps, sous-titré Tableaux de la Russie païenne en deux parties, est un ballet composé par Igor Stravinsky et chorégraphié originellement par Vaslav Nijinski pour les Ballets russes de Serge de Diaghilev.
L'œuvre a été créée par les Ballets russes de Diaghilev et dirigée par Pierre Monteux au théâtre des Champs-Élysées à Paris, le 29 mai 1913. Elle a provoqué un scandale artistique comparable, la même année, au Skandalkonzert et à la non moins célèbre bataille d'Hernani en 1830. 
Dans Le Sacre, Stravinsky approfondit les éléments déjà expérimentés avec ses deux premiers ballets, L'Oiseau de feu et Petrouchka, soit respectivement l'harmonie et le rythme. L'un repose en partie sur l'utilisation d'agrégats sonores, alors que l'autre est constitué d'un dynamisme sans précédent. On considère aujourd'hui la partition de Stravinsky comme une des œuvres les plus importantes du XXe siècle.

## Historique

### Composition
L'idée du Sacre du printemps vint à Stravinsky en 1910, alors qu'il travaillait encore sur L'Oiseau de feu. « J'entrevis dans mon imagination le spectacle d'un grand rite sacral païen : les vieux sages assis en cercle et observant la danse à la mort d'une jeune fille qu'ils sacrifient pour leur rendre propice le dieu du printemps », écrit le compositeur dans ses Chroniques. Aussitôt, il en parla à son ami Nicolas Roerich, peintre et spécialiste de l'antiquité slave. Mis au courant, Diaghilev décide que l'argument sera élaboré par Roerich et Stravinsky. Quoique les grandes lignes de l'argument aient été écrites au cours de l'été 1910, il ne prendra sa forme définitive qu'un an plus tard.
Le Sacre devait originellement être joué durant la saison de 1912 des Ballets russes, Stravinsky avait presque terminé le premier tableau en décembre 1911. Cependant, un retard dans la préparation de L'Après-midi d'un faune entraîne le report du Sacre à la saison suivante. Le compositeur pouvait donc travailler sans hâte à son ballet. Il acheva la composition le 17 novembre 1912 à Clarens en Suisse et l'orchestration finale était prévue pour le 8 mars 1913.

### Scandale de la création

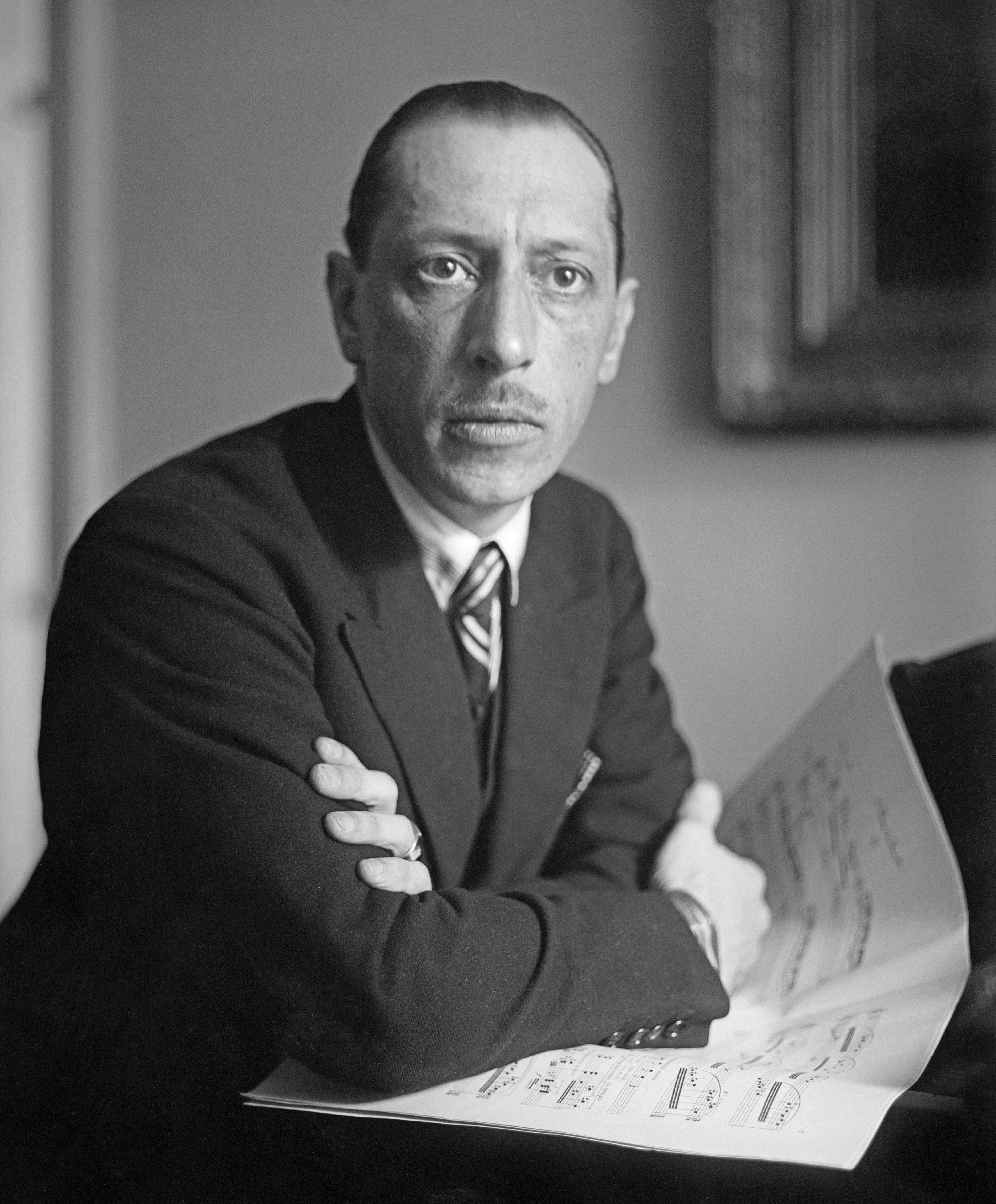
Igor Stravinsky

Un an jour pour jour après le scandale de la création de L'Après-midi d'un faune sur la musique de Claude Debussy au théâtre du Châtelet, Le Sacre du printemps est créé par les Ballets russes de Serge de Diaghilev le 29 mai 1913 au théâtre des Champs-Élysées à Paris, avec Pierre Monteux à la direction de l'orchestre principalement composé des musiciens des Concerts Colonne. La chorégraphie de Vaslav Nijinski, tout comme la musique d'Igor Stravinsky, plaçant le rythme comme élément principal de l'œuvre, provoquèrent un chahut qui demeure jusqu'à présent célèbre, ses détracteurs qualifiant l'œuvre de « massacre du printemps ». 
Toutefois, la veille, la générale s'était déroulée dans le calme, en présence de Claude Debussy, de Maurice Ravel et de nombreux autres intellectuels, ainsi que de la presse parisienne. Le compositeur décrit ainsi la représentation dans ses Chroniques de ma vie : « [J'ai] quitté la salle dès les premières mesures du prélude, qui tout de suite soulevèrent des rires et des moqueries. J'en fus révolté. Ces manifestations, d'abord isolées, devinrent bientôt générales et, provoquant d'autre part des contre-manifestations, se transformèrent très vite en un vacarme épouvantable. » À ce moment, Nijinski, qui était en coulisses, debout sur une chaise, criait les indications aux danseurs qui n'entendaient plus l'orchestre. De son côté, Diaghilev ordonnait aux électriciens d'allumer et d'éteindre les lumières en alternance pour tenter de calmer l'assistance.

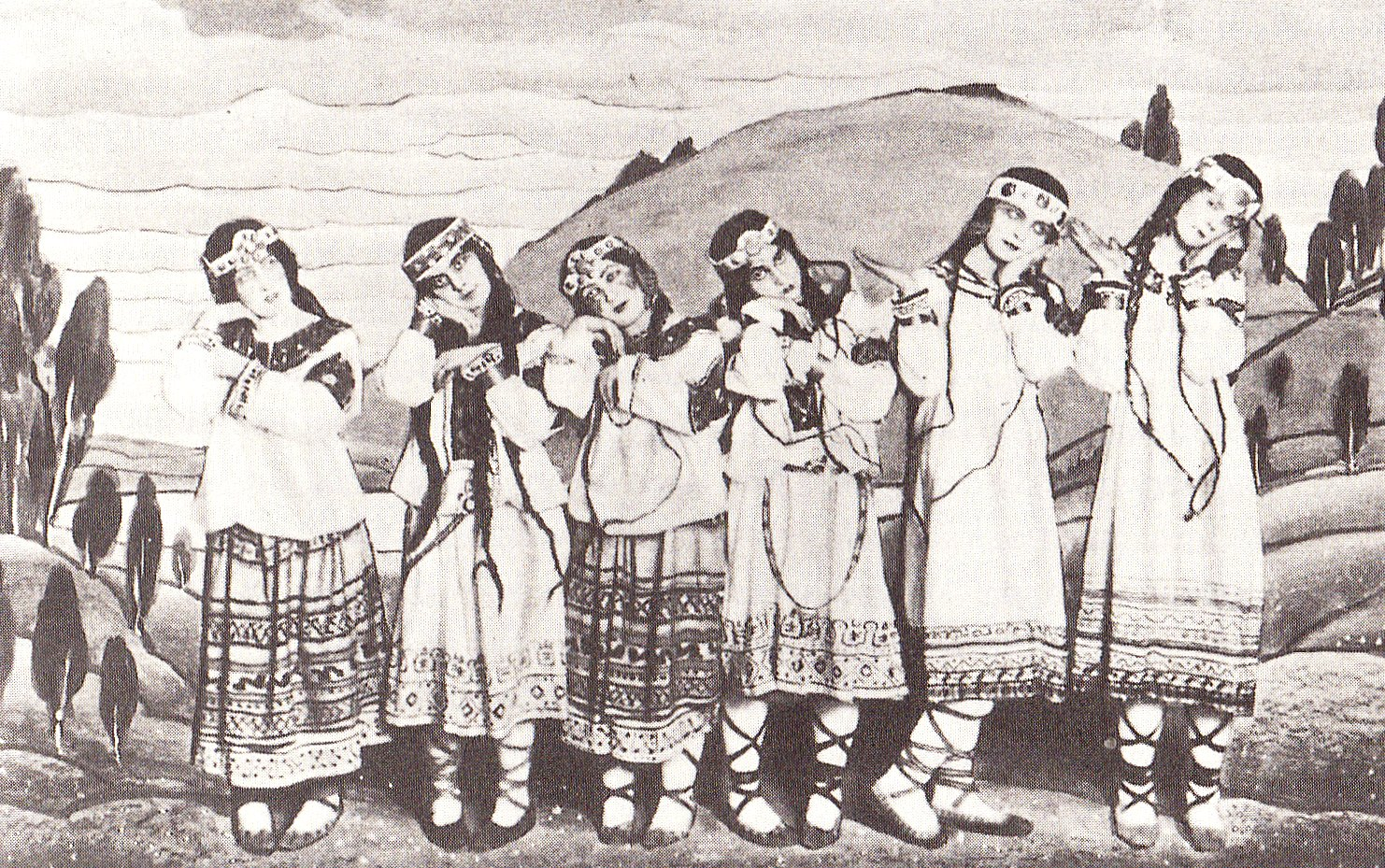
Six danseuses d’une représentation du Sacre en 1913: Julitska, Marie Rambert, Jejerska, Boni, Boniecka, Faithful.

Le compositeur était par ailleurs très critique vis-à-vis du danseur et chorégraphe, tel qu'il l'écrit dans ses Chroniques en 1935 : « L'impression générale que j'ai eue alors et que je garde jusqu'à présent de cette chorégraphie, c'est l'inconscience avec laquelle elle a été faite par Nijinski. On y voyait nettement son incapacité de s'assimiler et de s'approprier les idées révolutionnaires qui constituaient le credo de Diaghilev, et qui lui étaient obstinément et laborieusement inculquées par celui-ci. On discernait dans cette chorégraphie plutôt un très pénible effort sans aboutissement qu'une réalisation plastique, simple et naturelle, découlant des commandements de la musique. » Cependant, sur le vif, Stravinsky avait approuvé la chorégraphie de Nijinski, écrivant au compositeur Maximilian Steinberg le 3 juillet 1913 : « La chorégraphie de Nijinski était incomparable ; à l'exception de quelques endroits, tout était comme je le voulais. »

### Postérité de l'œuvre
Quelques jours après la première représentation du Sacre, Stravinsky tombe malade et passe six semaines dans une maison de santé à Neuilly-sur-Seine. Pendant ce temps, Le Sacre est accueilli ni scandaleusement, ni glorieusement, à sa première représentation à Londres, le 11 juillet, suivie de trois autres la même année, avant que Serge Diaghilev retire cette pièce du répertoire des Ballets russes au seul motif qu'elle ne rencontrait pas la faveur du public. Ce n'est que l'année suivante, en avril 1914, que le compositeur connaîtra le triomphe. Après une audition en concert à Paris, le musicien a été porté dans les rues à bout de bras par ses admirateurs.

## Argument
Le Sacre du printemps ne comprend pas d'intrigue. « C'est une série de cérémonies de l'ancienne Russie », précisa le compositeur en interview le 13 février 1913.
Voici les notes de programme que les spectateurs avaient entre leurs mains lors de la première représentation, le 29 mai 1913 :
« Premier tableau : L'Adoration de la Terre
Printemps. La Terre est couverte de fleurs. La Terre est couverte d'herbe. Une grande joie règne sur la Terre. Les hommes se livrent à la danse et interrogent l'avenir selon les rites. L'Aïeul de tous les sages prend part lui-même à la glorification du Printemps. On l'amène pour l'unir à la Terre abondante et superbe. Chacun piétine la Terre avec extase.
Deuxième tableau : Le Sacrifice
Après le jour, après minuit. Sur les collines sont les pierres consacrées. Les adolescentes mènent les jeux mythiques et cherchent la grande voie. On glorifie, on acclame Celle qui fut désignée pour être livrée aux Dieux. On appelle les Aïeux, témoins vénérés. Et les sages aïeux des hommes contemplent le sacrifice. C'est ainsi qu'on sacrifie à Iarilo, le magnifique, le flamboyant [dans la mythologie slave, Iarilo est le dieu de la nature]. »
Chacun des deux grands tableaux débute par une introduction et comprend un certain nombre de danses menant à la Danse de la Terre ou à la Danse sacrale. Voici les titres donnés à chacune des danses du Sacre du printemps :
- Premier tableau : L'adoration de la Terre

1. Introduction (Lento - Più mosso - Tempo I)
2. Augures printaniers – Danses des adolescentes (Tempo giusto)
3. Jeu du rapt (presto)
4. Rondes printanières (Tranquillo - Sostenuto e pesante - Vivo - Tempo I)
5. Jeu des cités rivales (Molto allegro)
6. Cortège du Sage (Molto allegro)
7. L'adoration de la Terre (Le Sage) (Lento)
8. Danse de la Terre (Prestissimo)

- Second tableau : Le sacrifice

1. Introduction (Largo)
2. Cercles mystérieux des adolescentes (Andante con moto - Più mosso - Tempo I)
3. Glorification de l'élue (Vivo)
4. Évocation des ancêtres (Lento)
5. Action rituelle des ancêtres (Lento)
6. Danse sacrale (Allegro moderato, croche=126)

## Analyse

### Description générale
Contrairement aux précédents compositeurs russes qui acceptèrent les techniques symphoniques allemandes, Stravinsky fait œuvre de rupture pour son Sacre du printemps, utilisant des méthodes complètement « antisymphoniques », avec des éléments non développés. Des blocs de contraste séparés sont juxtaposés comme une mosaïque, et les mouvements accumulent des lignes individuelles et des images rythmiques pour générer un crescendo de son et d'activité. Chacune des deux parties commence par une musique lente et calme, puis finit par une explosion. Les rythmes sont soit répétitifs, sur des ostinatos statiques, soit très dynamiques, avec des accents sans cesse déplacés (à tel point que le compositeur lui-même savait jouer la Danse sacrale mais ne savait pas la retranscrire[réf. nécessaire]).
De plus, bien qu'il ait dit n'en avoir utilisé qu'une seule pour toute l’œuvre (la mélodie d'ouverture du basson, lituanienne), il avait transformé une douzaine de mélodies slaves provenant des anciennes festivités pour Le Sacre du printemps. Certaines d'entre elles, étaient d'ailleurs éditées par son professeur, Rimsky-Korsakov. Aucune n'était à l'état brut : elles étaient transformées. La manière avec laquelle il avait établi sa musique complexe sur de tels matériaux bruts, était une manifestation extrême de la tradition nationale de laquelle il était issu[réf. nécessaire].

### Orchestration
Le ballet est écrit pour un orchestre symphonique exceptionnellement grand. Les partitions des instruments à cordes sont souvent subdivisées en deux, trois, voire quatre parties différentes. Chaque pupitre de bois a cinq exécutants, certains jouant deux instruments, voire trois comme la deuxième clarinette basse (clarinette en la, clarinette en si♭ et clarinette basse). Les cuivres ne sont pas en reste avec des instruments exceptionnels comme la trompette basse en mi♭ ou les tubas ténors joués par les septième et huitième cors. La section de percussion est la plus importante mobilisée pour un ballet. Stravinsky produit une grande variété de timbres de cet ensemble, commençant le ballet par un solo de basson nonchalant et finissant par une danse frénétique jouée en tutti orchestral sur une structure métrique brisée en mesures à 1/8, 2/8, 2/16, 3/16 et 5/16.Il semblerait qu'à l'origine, ce solo de basson médium aigu pour l'instrument ait été composé pour un cor anglais ; ce n'est que lors d'une répétition, quand un bassoniste s'amusa à jouer ce thème que Stravinsky le transposa pour le basson.[réf. nécessaire]
Cette mélodie au basson reste toutefois d'une exécution périlleuse, dans le registre extrême-aigu, et il est fréquemment exigé lors des concours d'admission de futurs bassonistes dans les grands orchestres.
| Instrumentation du Sacre du printemps |
| Cordes |
| premiers violons, seconds violons, altos, violoncelles, contrebasses |
| Bois |
| 1 piccolo, 3 flûtes, la troisième jouant le deuxième piccolo, 1 flûte alto, 4 hautbois, le quatrième jouant le deuxième cor anglais, 1 cor anglais, 1 petite clarinette en ré et en mi♭, 3 clarinettes si♭ et en la, la troisième jouant la deuxième clarinette basse, 1 clarinette basse si♭, 4 bassons, le quatrième jouant le deuxième contrebasson, 1 contrebasson, |
| Cuivres |
| 8 cors, le septième et le huitième jouant les tubas ténors si♭ 1 petite trompette en ré, 4 trompettes en ut, la quatrième jouant la trompette basse en mi♭ 3 trombones, 2 tubas basses |
| Percussions |
| timbales, jouées par deux musiciens, grosse caisse, cymbales, tam-tam, triangle, tambour de basque, güiro, cymbales antiques en la♭ et si♭ |

## Analyse des différentes parties[9]

### Première partie, l’Adoration de la terre

#### Introduction
Le Sacre du printemps débute sur des notes de l’aigu du basson. Une véritable progression s’effectue avec les bois et les cordes jusqu’à la base des augures printanières (avec la série de notes qui se répète ré la mi la).

#### Augures printaniers/danse des adolescentes
Ce morceau est basé sur le célèbre accord « toltchok », qui est répété 280 fois, sous forme d’accords où décomposé. C’est une danse féminine. (selon le script de Stravinsky)

#### Jeu du rapt
Enchaîné rapidement après les augures printaniers, ce morceau est rythmique. Il contraste avec la danse des adolescentes car c’est une danse masculine. (selon le script de Stravinsky)

#### Rondes printanières
Rondes printanières est un khorovode lent et calme proposant un passage pentatonique sur un thème folklorique russe.

#### Cortège du sage
Ce morceau est un excellent exemple de l’écriture massique, résultant de la superposition de couches musicales. C’est une procession. apportée à son apogée par la trompette. Elle se finit sur un grand silence marquant.

#### Le sage
Le sage est un court intermède entre le Cortège du sage et la danse de la terre, écrit pour réaliser une coupure entre ces deux morceaux vifs.

#### Danse de la terre
La danse de la terre est une danse très rythmique et frénétique. Cette danse est régie par la rythmique des timbales du début jusqu’à la fin

### Deuxième partie, le Sacrifice

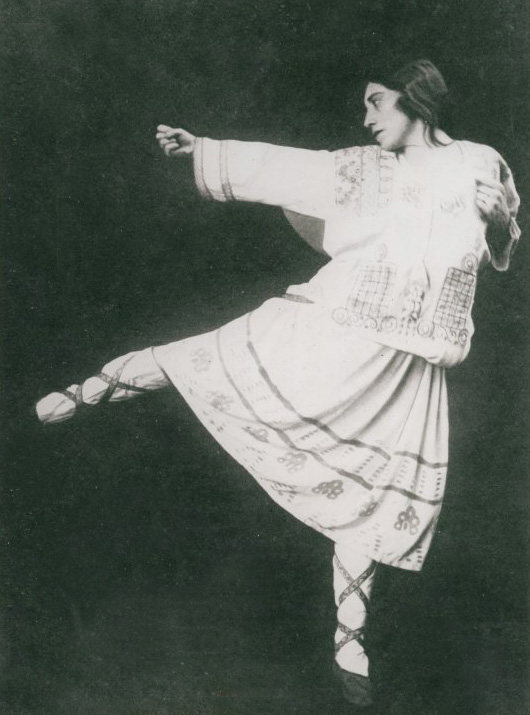
Lydia Sokolova des Ballets russes, l’élue sacrifiée dans la danse sacrale.

#### Introduction
L’introduction de la deuxième partie est un morceau offrant des accords dissonants. On pourrait le qualifier de « chant aérien », planant au-dessus de la densité du morceau.

#### Cercle mystérieux des adolescentes
C’est un khorovode reprenant le thème de l’introduction. C’est un morceau très puissant basé sur le développement d’un thème unique. L’élue est choisie lors de la fin du morceau.

#### Glorification de l’élue
Morceau rapide et puissant dynamisé par des rythmes irréguliers et saccadés.

#### L’évocation des ancêtres
C’est une danse masculine brutale qui reste lente. Stravinsky utilise différents effets dynamiques pour que le morceau soit encore plus actif.

#### Action rituelle des ancêtres
C’est une procession qui peut être mise en parallèle avec le cortège du sage. Elle est vive et les temps sont marqués.

#### Danse sacrale
La danse sacrale est la danse finale du Sacre. C’est à sa fin que l’élue est sacrifiée pour la renaissance du printemps. Sous forme de rondo (un peu comme une chanson avec des refrains et des couplets). Des changements de mesures sont marqués quasiment à toutes les mesures.

## Manuscrits et éditions imprimées de la partition
Manuscrits :
- 1910-1913 : recueil d'esquisses de 168 pages, publié en 1969.
- 1913 : réduction pour piano à quatre mains.
- 1913 : manuscrit autographe complet de la partition pour orchestre de 49 feuillets recto-verso.
- 1919 : transcription pour pianola.
- 1922 : matériel d'orchestre corrigé.

Éditions imprimées :
- 1922 : première impression, édition russe de Musique.
- 1929 : réimpression F.H. Schneider, édition russe de Musique.
- 1947 : partition révisée, édition Boosey & Hawkes.
- 1965 : publication soviétique, édition musicale de l'état soviétique. (Издательство: «Музыка», Москва, 1965)
- 1967 : nouvelle publication de l'édition Boosey & Hawkes de 1947 (avec corrections).

## Interprètes marquants
- Pierre Monteux fut le créateur du ballet qu'il dirigea le 29 mai 1913 au théâtre des Champs-Élysées. Il fut aussi le premier à l'enregistrer sur disque en 1929, avant Stravinsky (la même année) et Stokowski en 1930. Il est le seul chef à avoir enregistré quatre fois Le Sacre en studio (en 1929 avec le Grand orchestre symphonique, en 1945 avec l'Orchestre symphonique de San Francisco, en 1951 avec l'Orchestre symphonique de Boston et en 1957 avec l'Orchestre de la Société des concerts du Conservatoire). Stravinsky, Antal Dorati, Leonard Bernstein, Zubin Mehta et Pierre Boulez l'ayant enregistré trois fois. Il dirigea aussi l'œuvre en 1963 à l'occasion du cinquantenaire de sa création à Londres en présence du compositeur.
- Ernest Ansermet était un proche ami du compositeur, il collabora avec lui, à la préparation et aux corrections de la partition originale de 1913 en vue de sa première impression de 1922 et sa réimpression de 1929, il avait aussi réalisé une copie manuscrite et corrigée du matériel d'orchestre de 1913[10].
- Leopold Stokowski créa l'œuvre aux États-Unis et fut le troisième chef d'orchestre à enregistrer Le Sacre en 1930. Il interpréta une version écourtée et modifiée par ses soins pour le dessin animé de Walt Disney Fantasia.
- Igor Markevitch vit ses deux enregistrements (1951 et 1959) primés par l'Académie du disque. Son interprétation insistait sur le caractère chorégraphique de l'œuvre.
- Pierre Boulez voit lui aussi son premier enregistrement capté en 1963 au théâtre des Champs-Élysées, pour le cinquantenaire de la création, récompensé par l'Académie du disque. Un journal américain avait demandé à Stravinsky de comparer trois versions du Sacre : celles de Karajan, de Bernstein et de Boulez. Celle de Boulez remporta l'adhésion du compositeur[11].

## Chorégraphies
De nombreux chorégraphes, à commencer par Nijinski en 1913, ont chorégraphié Le Sacre du printemps. On peut citer : Mary Wigman, Maurice Béjart (1959), Pina Bausch (1975), Paul Taylor (1980), Martha Graham (1984), Mats Ek (1984), Jorge Lefebre (1988), Marie Chouinard (1993), Angelin Preljocaj (2001), Régis Obadia (2003), Uwe Scholz (2003), Doug Varone (2003), Emanuel Gat (2004), Heddy Maalem (2004), Xavier Le Roy (2007), Marguerite Donlon (2008), Ginette Laurin (2011), Jean-Claude Gallotta (2011), Sasha Waltz (2013).
- Après avoir vu Orphée à Liège et Arcane à Bruxelles, le directeur du Théâtre de la Monnaie Maurice Huisman propose à Maurice Béjart d'ouvrir la nouvelle saison de La Monnaie par une œuvre emblématique, Le Sacre du printemps. Béjart, qui vit une situation financière difficile, accepte la commande et la première a lieu à Bruxelles le 8 décembre 1959, au cours d'une Soirée de ballets qui réunit des danseurs venus de tous horizons. Le Sacre de Béjart, temps fort de la soirée, est interprété par Germinal Casado et Tania Bari, qui resteront longtemps ses danseurs fétiches[12].

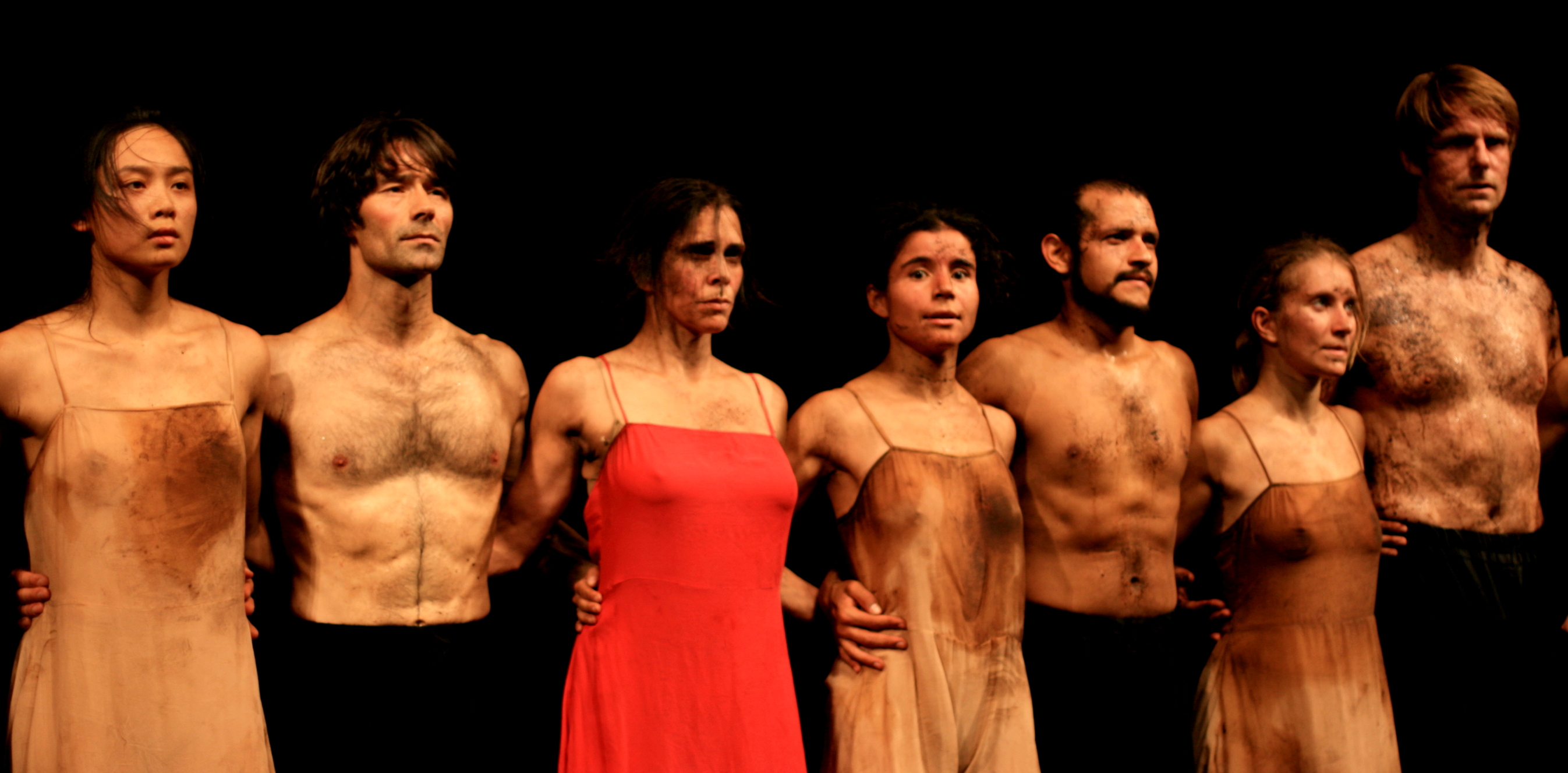
Salut des danseurs du Tanztheater Wuppertal à la fin d'une représentation du Sacre en 2009.

- C’est en 1975 que Pina Bausch en a donné sa version, un an avant de fonder le Tanztheater Wuppertal. Le Sacre, selon elle, oppose danseurs et danseuses sur une scène couverte de tourbe. Les planches deviennent le lieu d’âpres combats qui font s’épuiser les êtres humains jusqu’au moment du sacrifice, selon le rite païen[13].
- En 1987, Robert Joffrey, alors directeur du Joffrey Ballet de Chicago en collaboration avec la chorégraphe et historienne de la danse américaine Millicent Hodson et l'historien de l'art anglais, Kenneth Archer, entreprirent des recherches afin de reconstituer Le Sacre dans sa version originale. Nijinski n'ayant pas noté sa chorégraphie, le travail de Hodson et Archer s'appuya sur les sources comme dessins, photographies, témoignages, partition annotée de Stravinsky, une autre annotée par Marie Rambert, assistante de Nijinski à la création du Sacre en 1913, indiquant certains mouvements etc. Les droits d'auteur sur cette version du Sacre que les deux historiens ensuite percevaient ont fait objet de vive contestation, pendant de nombreuses années, de la part de Tamara Nijinski, la fille du célèbre chorégraphe et de son neveu Vaslav Markevitch[6],[14]. Un accord entre les deux parties semblait être trouvé en 2013 seulement, quand Tamara Nijinski a assisté au célèbre ballet pour la première fois au théâtre des Champs-Élysées, pour le centenaire de sa création par les Ballets Russes de Diaghilev, alors qu'elle a toujours refusé de s'y rendre auparavant pour ne pas cautionner "une spoliation"[15].
- Créée en mai 2001 à Berlin par Angelin Preljocaj, le chorégraphe contemporain est probablement le plus proche d'une technique de ballet classique. La création réunit 12 danseurs du Ballet Preljocaj et ceux du Staatsoper de Berlin, sous la direction musicale de Daniel Barenboïm.
- Uwe Scholz attendra longtemps avant de chorégraphier son Sacre en 2003, en deux versions : une version pour soliste sur l'adaptation pour deux pianos qu'avait faite Igor Stravinsky de son œuvre la plus célèbre et une version pour un grand ensemble à Leipzig. Il y inclut des éléments autobiographiques, jusqu'à y prophétiser sa propre mort qui surviendra un an plus tard[réf. nécessaire].
- Emanuel Gat crée une version originale du Sacre en 2004 en proposant une chorégraphie basée sur des pas extrêmement rapides de salsa dansée par deux hommes menant trois femmes dans une ambiance de bacchanales endiablées. Cette chorégraphie du Sacre du printemps a remporté un Bessie Award à New York en 2007.
- Heddy Maalem compose son Sacre[16] en 2004 pour quatorze danseurs d'Afrique de l'Ouest en collaboration avec Benoît Dervaux pour la création vidéo. Suivront une tournée internationale, de 2004 à 2011, et une adaptation pour la Shichuan Dance Company de Chine en octobre 2010.

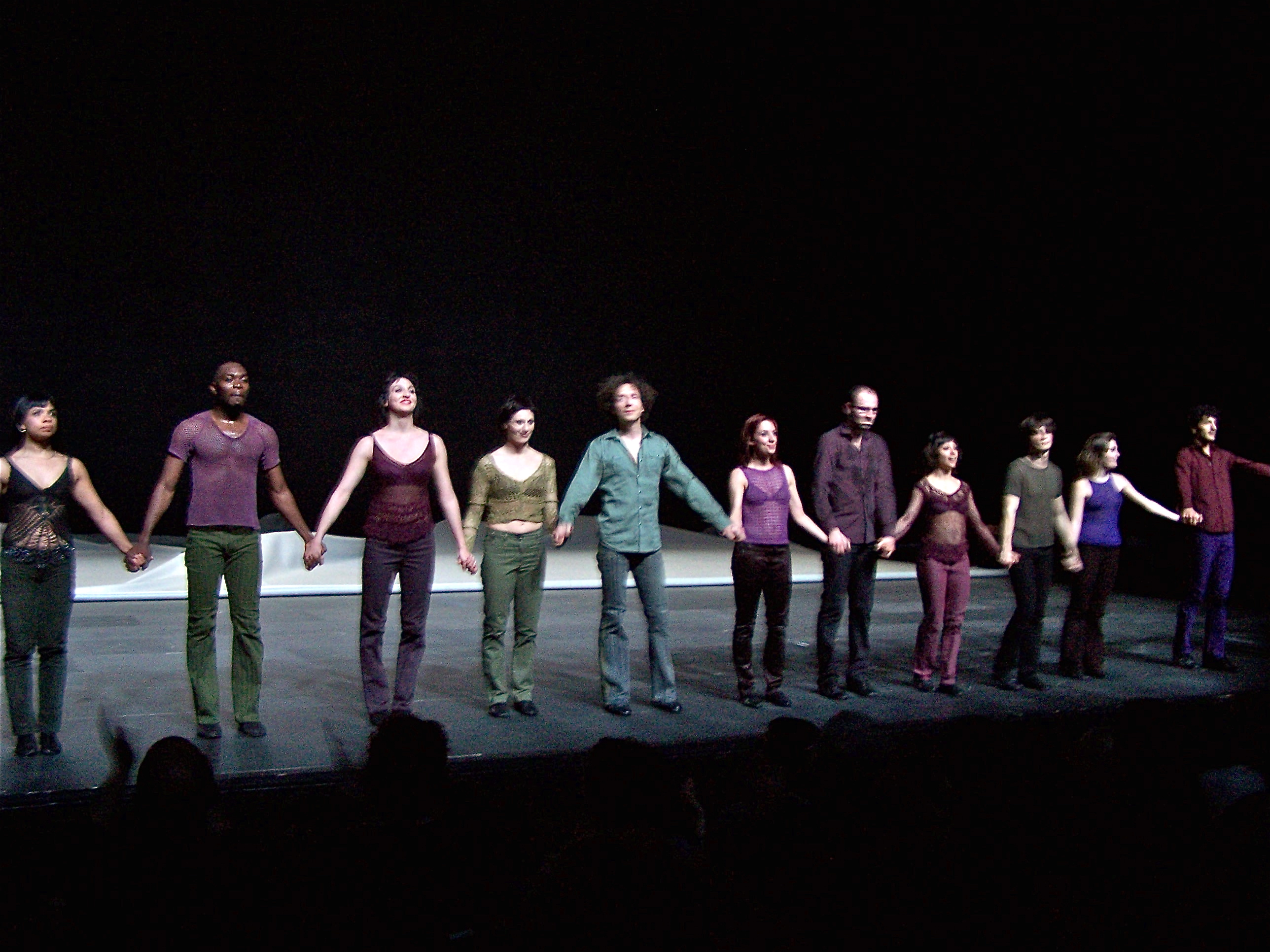
La troupe de Jean-Claude Gallotta en avril 2012, à l'issue d'une représentation du Sacre.

- Créée en 2011, la version de Jean-Claude Gallotta est donnée pour sa première à la MC2 de Grenoble le 7 octobre 2011. Dans cette version pour douze danseurs il n'y a pas d’« Élue », ou du moins pas d'élue unique, glorifiée puis sacrifiée. En effet chaque interprète féminine sera « éligible » tour à tour[17].
- La version de Sasha Waltz est créée en 2013 pour le centenaire du théâtre des Champs-Élysées, 100 ans après la création du Sacre au même endroit.

## Adaptation dansFantasiade Walt Disney
Walt Disney choisit Le Sacre pour son long métrage d'animation Fantasia qui présentait plusieurs séquences animées mise en musique d'après des chefs-d'œuvre de la musique classique. Le Sacre se situait entre L'Apprenti sorcier de Paul Dukas et la Symphonie pastorale de Ludwig van Beethoven, et mettait en scène l'apparition de la vie sur terre jusqu'aux dinosaures.
L'utilisation de la musique fut à l'origine d'un contentieux entre Stravinsky et Disney. Celui-ci lui offre 5 000 dollars pour son autorisation, tout en le prévenant que même sans son accord il reprendra l'œuvre car en 1939 Le Sacre, composé en Russie avant la révolution russe, n'est pas protégé par les droits d'auteurs aux États-Unis.
Stravinsky, à la vue du résultat, ne fut pas satisfait du traitement de la musique écourtée et arrangée par Leopold Stokowski.

## Discographie
Article détaillé : Discographie du Sacre du printemps